# Надлиманська сільська рада
Надлима́нська сільська́ ра́да — колишня адміністративно-територіальна одиниця та орган місцевого самоврядування в Овідіопольському районі Одеської області. Адміністративний центр — село Надлиманське.

## Загальні відомості
Надлиманська сільська рада утворена в (1984) 1994 році.
- Територія ради: 42,2 км²
- Населення ради: 1 806 осіб (станом на 2001 рік)
- Водоймища на території, підпорядкованій даній раді: Дністровський лиман

## Населені пункти
Сільській раді підпорядковані населені пункти:
- с. Надлиманське

## Населення
Згідно з переписом УРСР 1989 року чисельність наявного населення сільської ради становила 1856 осіб, з яких 859 чоловіків та 997 жінок.
За переписом населення України 2001 року в сільській раді мешкали 1804 особи.

### Мова
Розподіл населення за рідною мовою за даними перепису 2001 року:
| Мова       | Відсоток |
| ---------- | -------- |
| українська | 86,49 %  |
| російська  | 11,68 %  |
| білоруська | 1,00 %   |
| болгарська | 0,50 %   |
| молдовська | 0,33 %   |

## Склад ради
Рада складається з 16 депутатів та голови.
- Голова ради: Гвоздовський Віктор Олександрович

### Керівний склад попередніх скликань
| Прізвище, ім'я, по батькові       | Основні відомості                                                         | Дата обрання | Дата звільнення |
| --------------------------------- | ------------------------------------------------------------------------- | ------------ | --------------- |
| Гвоздовський Віктор Олександрович | Сільський голова, 1965 року народження, освіта вища, член Народної партії | 26.03.2006   | 31.10.2010      |
| Гвоздовський Віктор Олександрович | Сільський голова, 1965 року народження, освіта вища, безпартійний         | 31.10.2010   | 25.10.2015      |

Примітка: таблиця складена за даними сайту Верховної Ради України

### Депутати
За результатами місцевих виборів 2010 року депутатами ради стали:

#### За суб'єктами висування
| Суб'єкт висування | Кількість обраних депутатів | %    |
| ----------------- | --------------------------- | ---- |
| Самовисування     | 10                          | 62,5 |
| Партія регіонів   | 6                           | 37,5 |

#### За округами
| № округу        | Прізвище, ім'я, по батькові       | Дата визнання обраним | Освіта             | Партійна приналежність                        | Відомості про обраного депутата                                                                 |
| --------------- | --------------------------------- | --------------------- | ------------------ | --------------------------------------------- | ----------------------------------------------------------------------------------------------- |
| Партія регіонів |                                   |                       |                    |                                               |                                                                                                 |
| 1               | Драган Віктор Іванович            | 01.11.2010            | середня спеціальна | член Партії регіонів                          | тимчасово не працює                                                                             |
| 5               | Зазаркін Віктор Михайлович        | 01.11.2010            | середня            | член Партії регіонів                          | ВАТ"Ававіт", водій                                                                              |
| 8               | Заволока Леонід Миколайович       | 01.11.2010            | середня            | член Партії регіонів                          | дошкільний навчальний заклад «Ягідка», охоронець                                                |
| 10              | Бариленко Едуард Володимирович    | 01.11.2010            | вища               | позапартійний                                 | ПП"СерВіГ", агроном                                                                             |
| 11              | Харчук Наталія Миколаївна         | 01.11.2010            | вища               | член Партії регіонів                          | Овідіопольський територіальний центр, зав. відділенням соціальної допомоги                      |
| 16              | Куркан Олена Андріївна            | 01.11.2010            | середня            | член Партії регіонів                          | Овідіопольський територіальний центр, соц. працівник                                            |
| Самовисування   |                                   |                       |                    |                                               |                                                                                                 |
| 2               | Жук Павло Никифорович             | 01.11.2010            | середня спеціальна | позапартійний                                 | фермер                                                                                          |
| 3               | Момотенко Володимир Володимирович | 01.11.2010            | середня            | позапартійний                                 | ПП"СерВіГ", тракторист                                                                          |
| 4               | Кутішевський Микола Макарович     | 01.11.2010            | середня спеціальна | позапартійний                                 | Надлиманська дитяча музична школа, викладач                                                     |
| 6               | Прусаков Микола Іванович          | 01.11.2010            | вища               | позапартійний                                 | фермерське господарство, фермер                                                                 |
| 7               | Оліник Сергій Семенович           | 01.11.2010            | вища               | позапартійний                                 | ТОВ «Магік», інженер-механік                                                                    |
| 9               | Татарчук Валентина Миколаївна     | 01.11.2010            | вища               | член Соціалістичної партії України            | Надлиманська загальноосвітня школа, вчитель                                                     |
| 12              | Кулік Жанна Григорівна            | 01.11.2010            | вища               | позапартійна                                  | Овідіопольський відділ Держкомзему, спеціаліст сектору землеустрою                              |
| 13              | Дібров Валентин Анатолійович      | 01.11.2010            | середня            | позапартійний                                 | ПО «ДЮК», охоронець                                                                             |
| 14              | Стоянова Валентина Володимирівна  | 01.11.2010            | вища               | член Всеукраїнського об'єднання «Батьківщина» | Надлиманська сільська рада, секретар                                                            |
| 15              | Ротар Людмила Миколаївна          | 01.11.2010            | середня            | позапартійна                                  | управління ветеринарної медицини у Овідіопольському р-ні, агент з ідентиф. та реєстрації тварин |